# 3FM Serious Request 2022
3FM Serious Request 2022 was de twintigste editie van Serious Request. Het evenement vond plaats van 18 tot en met 24 december en was in samenwerking met Het Vergeten Kind. De actie werd, net als in 2021, georganiseerd in Amersfoort met Het Glazen Huis op bedrijventerrein De Nieuwe Stad. De eindstand is € 2.345.107.

## Invulling

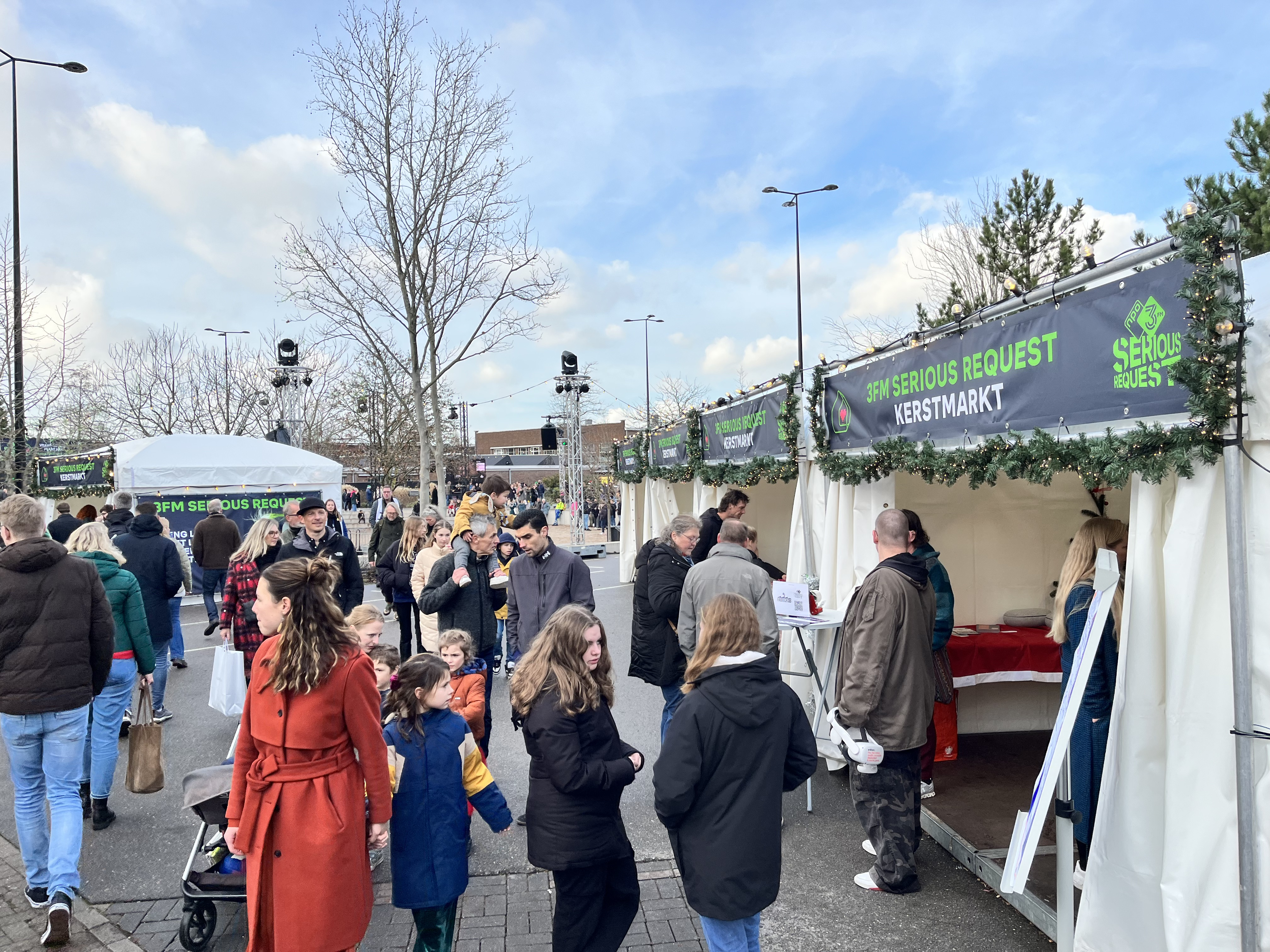
Op het terrein stonden diverse tenten voor een kerstmarkt

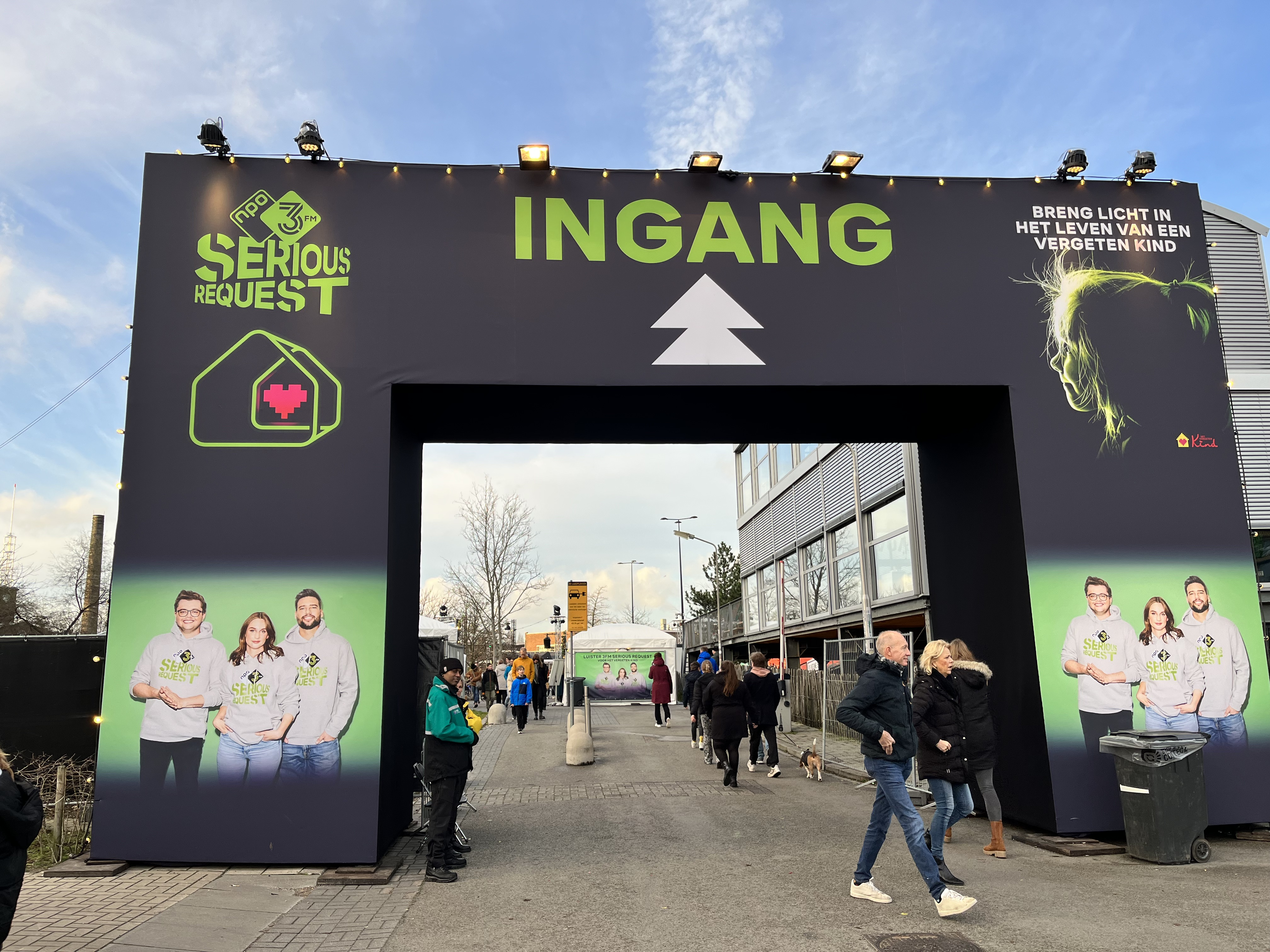
Ingangspoort naar het terrein

Dit jaar werden drie dj's opgesloten in het glazen huis: Rob Janssen (eerder in 2018, 2020 en 2021), Barend van Deelen (eerste keer) en Sophie Hijlkema (eerder in 2020). Publiek was bij deze editie weer welkom, wat in 2020 en 2021 grotendeels niet kon door de coronacrisis.
Op het terrein in Amersfoort was het glazen huis op een verhoging opgebouwd. Op het plein voor het glazen huis werden diverse activiteiten georganiseerd, waaronder een kerstmarkt. Ook was het mogelijk om merchandise te kopen. In de ramen van het huis waren twee brievenbussen gemaakt waar bezoekers geld kunnen doneren.

## Verloop
Het evenement begon op 18 december om 12:00 met een 2 uur durende show. De rest van de week zijn er blokken van 4 uur waarbinnen één van de opgesloten dj's het presenteren op zich neemt. De laatste show vond plaats op 24 december van 14:00 tot 17:00.
Op de derde dag testten twee dj's positief op corona. Rob en Sophie deden na gezondheidsklachten in de middag van 20 december een coronatest en die bleek positief. Vanaf dat moment mochten er geen gasten en geen crew meer aanwezig zijn binnenin het glazen huis. Publiek mocht buiten wel blijven langskomen. Voor de gasten die in het huis zouden optreden werd als alternatief naast het Glazen Huis een podium gebouwd, zodat zij buiten het Glazen Huis alsnog konden optreden. Ook werd er op dag 3 geen tussenstand bekendgemaakt. Ook de slaapgasten mochten niet in het Glazen Huis slapen.

### Tijdschema
| DagTijdslot   | Zondag 18 december                | Maandag 19 december | Dinsdag 20 december | Woensdag 21 december | Donderdag 22 december | Vrijdag 23 december | Zaterdag 24 december |
| ------------- | --------------------------------- | ------------------- | ------------------- | -------------------- | --------------------- | ------------------- | -------------------- |
| 02:00 – 06:00 | -                                 | Barend              | Sophie              | Barend               | Sophie                | Barend              | Rob                  |
| 06:00 – 10:00 | -                                 | Rob                 | Rob                 | Rob                  | Rob                   | Rob                 | Sophie               |
| 10:00 – 14:00 | (Vanaf 12:00) Rob, Barend, Sophie | Sophie              | Sophie              | Sophie               | Sophie                | Sophie              | Rob                  |
| 14:00 – 18:00 | Barend                            | Barend              | Barend              | Barend               | Barend                | Barend              | Rob, Barend, Sophie  |
| 18:00 – 22:00 | Rob                               | Rob                 | Rob                 | Rob                  | Sophie                | Rob                 | -                    |
| 22:00 – 02:00 | Sophie                            | Barend              | Sophie              | Barend               | Rob                   | Barend              | -                    |

## Verslaggeving
| Dj's                                                                          | Actie                                         |
| ----------------------------------------------------------------------------- | --------------------------------------------- |
| Vera Siemons en Annefleur Schipper                                            | Presentatie Nachtgasten op NPO3               |
| Milouska Meulens                                                              | Presentatie Het Vergeten Kind Special op NPO3 |
| Wijnand Speelman en Nellie Benner                                             | Presentatie updates op NPO1                   |
| Verschillende 3FM-presentatoren Milouska Meulens S10                          | Reportages voor Het Vergeten Kind             |
| Olivier Bakker Mart Meijer Jaimy de Ruijter                                   | Presentatie updates op NPO 3FM                |
| Timur Perlin Nellie Benner                                                    | Verslaggeving acties in het land              |
| Obi Raaijmakers Floris Molenaar Andres Odijk Luc Sarneel Sebastiaan Ockhuysen | Verslaggeving en acties in de nacht           |
| Ivo van Breukelen Mark van der Molen Jorien Renkema Yoeri Leeflang            | Verslaggeving op het plein/kerstmarkt         |

## Gasten
Door een coronabesmetting in het Glazen Huis waren er vanaf dinsdag 20 december geen gasten (of crew) meer aanwezig in het huis, de andere gasten maakten een praatje met de dj's via de microfoon bij de brievenbus of in de 'kerststal'.

### Nachtgasten
| Dag                                          | Nachtgast                                                             |
| -------------------------------------------- | --------------------------------------------------------------------- |
| Zondag 18 december - maandag 19 december     | Dennis Weening en Boaz Kok                                            |
| Maandag 19 december - dinsdag 20 december    | Klaas van Kruistum                                                    |
| Dinsdag 20 december - woensdag 21 december   | Steven Brunswijk (niet binnen vanwege coronabesmettingen in het huis) |
| Woensdag 21 december - donderdag 22 december | Bizzey (niet binnen vanwege coronabesmettingen in het huis)           |
| Donderdag 22 december - vrijdag 23 december  | Giel Beelen (niet binnen vanwege coronabesmettingen in het huis)      |
| Vrijdag 23 december - zaterdag 24 december   | Dione de Graaff (niet binnen vanwege coronabesmettingen in het huis)  |

### Optredens
Dagelijks traden er artiesten op in en rond het Glazen Huis. Door een coronabesmetting bij Rob en Sophie konden er geen artiesten meer langskomen. Diggy Dex was daarom de laatste in het Glazen Huis. De artiesten traden vanaf woensdag op het podium buiten het huis op.
| Dag                   | Artiest |
| --------------------- | --- |
| Zondag 18 december    | Snelle |
| Maandag 19 december   | The Jordan en Jungle by Night                                                                              |
| Dinsdag 20 december   | Diggy Dex en S10 (zei af)                                                                                  |
| Woensdag 21 december  | Prins S. en De Geit, Chef'Special, Bizzey, Mart Hoogkamer, Maxim Froger, Dylisa en Kraantje Pappie         |
| Donderdag 22 december | MEROL, WIES en feestavond met René Karst, Wesly Bronkhorst, Pascal Redeker, Gullie en Lamme Frans          |
| Vrijdag 23 december   | KUZKO, MEAU, Claude, Bilal Wahib, Nicky Romero, Feest DJ Ruud, Wildstylez, B-Front, Psyko Punkz en DI-RECT |
| Zaterdag 24 december  | S10 met Kinderen voor Kinderen-koor.                                                                       |

## Demo van de dag
Iedere dag werd er ook een "Demo van de dag" verkozen. Mensen konden hun nummer aanmelden via de website en degene met meeste donaties won. De totale opbrengst van de hele Demo van de dag-actie werd € 14618,-.
| Dag                   | Artiest/nummer                         |
| --------------------- | -------------------------------------- |
| Zondag 18 december    | ?                                      |
| Maandag 19 december   | ?                                      |
| Dinsdag 20 december   | Jenta - Count Me In                    |
| Woensdag 21 december  | Sanne - I'm Scared                     |
| Donderdag 22 december | ?                                      |
| Vrijdag 23 december   | Beehive Revival - Niemand Geeft Om Ons |

## Statistieken

### Meest aangevraagde nummers
Dagelijks maakte 3FM bekend welke nummers het meest aangevraagd waren. De week na Serious Request zendt 3FM de lijst met de meest aangevraagde platen uit in de Top 3FM Serious Request.
| Dag                   | Nummer 1                              | Nummer 2               | Nummer 3                              |
| --------------------- | ------------------------------------- | ---------------------- | ------------------------------------- |
| Zondag 18 december    | S10 - Hoor je mij                     | Goldband - Noodgeval   | Claudia de Breij - Mag ik dan bij jou |
| Maandag 19 december   | Goldband - Noodgeval                  | S10 - Hoor je mij      | Son Mieux - Multicolor                |
| Dinsdag 20 december   | Claudia de Breij - Mag ik dan bij jou | Son Mieux - Multicolor | Coldplay - Fix You                    |
| Woensdag 21 december  | Son Mieux - Multicolor                | Goldband - Noodgeval   | S10 - Hoor je mij                     |
| Donderdag 22 december | Goldband - Noodgeval                  | Son Mieux - Multicolor | S10 - Hoor je mij                     |
| Vrijdag 23 december   | Goldband - Noodgeval                  | Son Mieux - Multicolor | S10 - Hoor je mij                     |
| Zaterdag 24 december  | Goldband - Noodgeval                  | Son Mieux - Multicolor | S10 - Hoor je mij                     |

### Tussenstanden
Dagelijks maakte 3FM bekend wat de tussenstand van het opgehaalde geldbedrag is.
| Dag                   | Tussenstand                               |
| --------------------- | ----------------------------------------- |
| Maandag 19 december   | € 403.112                                 |
| Dinsdag 20 december   | Geen tussenstand vanwege coronabesmetting |
| Woensdag 21 december  | € 835.906                                 |
| Donderdag 22 december | € 1.140.290                               |
| Vrijdag 23 december   | € 1.675.801                               |
| Zaterdag 24 december  | € 1.930.698                               |
| Eindstand             | € 2.345.107                               |

### Eindstand
Zaterdag 24 december rond 17:00 kregen de dj's de sleutel van Het Glazen Huis van Dane, een voormalig Vergeten Kind. De dj's stonden, door de coronabesmettingen, op het dak van het Glazen Huis toen ze de eindstand bekend maakten. Het eindbedrag bedroeg € 2.345.107. S10 trad samen met Kinderen voor Kinderen op bij de eindshow.

### Acties die het meeste geld opbrachten
| Actie                             | Initiatiefnemer      | Opgebrachte geld | Streefbedrag |
| --------------------------------- | -------------------- | ---------------- | ------------ |
| Kerstkaarten verkopen             | Jaydon Spronk        | € 53.768,00      | € 50,00      |
| 100.000 stappen zetten in één dag | Jason Bhugwandass    | € 52.098,00      | € 15.000,00  |
| 144 uur lopen                     | Arcadis, Over Morgen | € 20.510,00      | € 20.000,00  |
| Geen slaap voor Redlef            | Redlef               | € 13.178,00      | € 5.000,00   |
| Kindcentrum de Vlieger Kerstloop  | Esther de Werfhorst  | € 11.740,00      | € 12.500,00  |